# Alliance centriste
Ne doit pas être confondu avec Alliance de centre.
L'Alliance centriste est un parti politique libéral et europhile, fondé le 27 juin 2009 à Paris et présidé par Philippe Folliot. Jean Arthuis a été le premier président et président d'honneur jusqu'en septembre 2018, date à laquelle il a quitté le parti.
Après avoir été l'une des composantes de l'UDI de 2012 à 2017, le parti s'est associé à La République en marche jusqu'en 2022.
Se réclamant des « valeurs humanistes, sociales, libérales et européennes », l'Alliance centriste se situe dans le prolongement de l'association « Rassembler les centristes » dont elle est issue.
Elle fait partie des forces politiques à l'origine de la fondation de l'UDI en octobre 2012. À la suite de son ralliement à la candidature d'Emmanuel Macron, elle en est jugée automatiquement exclue par le bureau exécutif en mars 2017.

## Histoire

### Association «Rassembler les centristes» (2008)

Logotype de Rassembler les Centristes

Rassembler les centristes, une association politique, est créée le 16 juillet 2008 sur initiative de Jean Arthuis, sénateur de la Mayenne, qui en est le président. Elle rassemble des élus et militants du centre, pour la plupart issus de l'Union pour la démocratie française (UDF), dont elle est statutairement membre, au-delà de leur appartenance partisane. Elle a pour objectif de préparer la refondation d'une structure politique, réunissant les actuelles forces politiques centristes issues de l'UDF (Mouvement démocrate, Nouveau Centre, Avenir démocrate, Parti radical, etc.). Le 25 mai 2009, son président a annoncé son intention de transformer l'association en parti politique confédéral dans cette perspective. À Paris, le 27 juin 2009, l'association devient Alliance centriste, un parti politique.
Son appellation d'origine (Union centriste et républicaine-UDF, qui ne peut être employé par cette association pour des raisons juridiques), reprise du groupe parlementaire homonyme, est attestée pour au moins une de ses entités locales, celle de la Mayenne, créée en mai 2008. La structure nationale, lancée à la suite d'une réunion publique du 29 juin 2008, a parfois fait référence au terme Union centriste et républicaine, comme Jean Arthuis dans un billet paru sur son blog, le 17 juillet 2008.
Tant sur son site et sur son blog nationaux, que dans l'appellation de plusieurs entités locales, le mouvement utilise désormais la dénomination « Rassembler les centristes », en référence à l'appel du 21 mai 2008 dont il est issu.
Sur l'initiative de Jean Arthuis, certains élus et militants, anciens membres de l'Union pour la démocratie française (UDF), se sont progressivement opposés en 2007 et 2008 à l'intégration de ce parti au MoDem. D'abord sceptiques sur sa création, puis participants à son congrès fondateur de Villepinte le 30 novembre 2007 (et acceptant par là même l'intégration de l'UDF au MoDem), les futurs membres de l'organisation se sont nettement désolidarisés de la gouvernance et stratégie de François Bayrou notamment à la suite des élections municipales et cantonales de mars 2008.
À la demande de Jean Arthuis, François Bayrou réunit le bureau politique de l'UDF le 20 avril 2008, qui lui renouvelle à cette occasion sa confiance.
À la suite de cet échec à faire évoluer l'UDF-MoDem de l'intérieur, Jean Arthuis et Thierry Cornillet (ancien député européen MoDem qui a rejoint depuis le Parti radical) ont lancé le 21 mai 2008 un appel « Rassembler les centristes » signé par 17 sénateurs membres du groupe Union centriste et républicaine, un député et quatre députés européens centristes.

« Besoin de réformes, devoir d’action : Rassembler les centristes. Centristes de cœur et de conviction, attachés aux valeurs humanistes, sociales, libérales et européennes, nous avons l’ambition de rassembler les membres de notre famille politique aujourd’hui éclatée. Nous militons pour un Centre indépendant, suffisamment fort pour nouer et assumer ses alliances dans la clarté, en accord avec notre vision du monde en devenir et de la place faite à chaque homme dans notre projet de société.
Nos racines sont diverses : héritiers de la démocratie chrétienne pour les uns, issus du radicalisme et de la pensée libérale pour les autres, animés par un esprit de tolérance et d’engagement bénévole pour nombre d’acteurs locaux restés en marge des partis traditionnels. Nous avions fait de l’UDF notre maison commune et notre référence identitaire dans le paysage politique français. Nous savons que notre attente de destin politique collectif est largement partagée. L’heure est venue de nous ré-identifier au travers d’une vision, d’un projet et de propositions crédibles, cohérentes et responsables. Sans attendre les échéances électorales prochaines, nous revendiquons un devoir d’action et d’efficacité au service de la France et des Français.(…)
Dans un premier temps, il s’agit de constituer une plate-forme de réflexions et de propositions d’actions à conduire, tant sur le plan national que local. Il s’agit aussi, bien sûr, d’inscrire notre démarche en pleine harmonie avec la construction de l’Europe. L’essentiel est de nous retrouver, de nous organiser en fixant les grandes lignes d’une gouvernance mobilisatrice. Nous voulons jeter les bases d’un rassemblement, dont la forme reste à définir, et où tous les centristes trouveront leur place. »

— Extrait de l'appel « Rassembler les centristes » - 21 mai 2008
À la suite de cet appel, une réunion publique est organisée au Sénat le 29 juin 2008 qui marque le lancement officiel de l'organisation.
Jean Arthuis a annoncé la création d'une association nationale le 16 juillet 2008 dotée d'une équipe de direction provisoire, la mise en ligne prochaine d'un site Internet, la création de plusieurs associations locales et la tenue d'une convention à l'automne 2008.
« Rassembler les centristes » ne figure pas, en tant que tel, dans le décret annuel sur le financement public des partis politiques. Au titre du financement des partis politiques pour l'année 2009, 19 sénateurs ont déclaré leur rattachement à l'UDF-MoDem et 10 au Fetia Api. Tous les sénateurs du groupe Union centriste ont donc apporté leur financement public soit à l'UDF-MoDem, soit au Fetia Api (et donc, par ricochet au Nouveau Centre). Les avoirs de l'UDF sont gérés de manière transitoire (3 ans après le congrès de Villepinte) par un collège où François Bayrou détient la majorité. Jean Arthuis déclare sur le site Rassembler les centristes que « François Bayrou s’est engagé à nous reverser la moitié de nos dotations pour faire vivre notre mouvement », indication que Michel Mercier, ancien trésorier de l'UDF et du MoDem semble confirmer.

#### Personnalités membres du mouvement
N'étant pas constituée juridiquement en parti politique, ses membres peuvent continuer à adhérer au parti politique de leur choix. Parmi les signataires de l'appel « Rassembler les centristes », on compte :
- Sénateurs membres du groupe Union centriste : Nicolas About (MoDem), Jean Arthuis, Claude Biwer (Nouveau Centre), Jean Boyer (Nouveau Centre), Marcel Deneux, Yves Détraigne (MoDem), Muguette Dini, Françoise Férat (MoDem), Christian Gaudin, Adrien Giraud (MoDem), Joseph Kergueris, Jean-Claude Merceron, Catherine Morin-Desailly (Nouveau Centre), Philippe Nogrix (ancien sénateur), Anne-Marie Payet, André Vallet (ancien sénateur), François Zocchetto ;
- Député : Thierry Benoit ;
- Anciens députés européens : Thierry Cornillet (ex-MoDem, Parti radical) ; Jean-Marie Cavada, Claire Gibault, Janelly Fourtou (Avenir démocrate).

Selon Laurent de Boissieu, au 16 avril 2009, seize sénateurs seraient membres de Rassembler les centristes. Six d'entre eux seraient également membres du Mouvement démocrate, quatre du Nouveau Centre, les six autres n'étant membres d'aucun parti.
Le conseil d'administration de l'association (jusqu'à la création du parti) est composé de vingt-trois membres : Jean Arthuis, Thierry Benoît, Jean-Yves Bocher, Jean-Eric Branaa, Henri Castaillet, Thierry Constant-Jacq, Thierry Cornillet, Muguette Dini, Laurence Duboys Fresney, Raynald Dutot, Philippe Grigy, Philippe Hervieu, Edmond Kameni, Catherine Le Floch, Marcel Leonardelli, Jean-Paul Leonhardt, Claude Mermoz, Claudine Mun, Dominique Raboteau, Jean-Michel Rovida, Francine Valetoux.
Les instances dirigeantes de l'association comptent également un comité de pilotage composé des membres du bureau exécutif (cf. supra) et de dix-sept parlementaires : Jean Arthuis, Thierry Benoit, Claude Biwer, Jean Boyer, Jean-Marie Cavada, Thierry Cornillet, Yves Détraigne, Muguette Dini, Françoise Férat, Christian Gaudin, Adrien Giraud, Joseph Kergueris, Jean-Claude Merceron, Catherine Morin-Desailly, Anne-Marie Payet, Daniel Soulage,  cette étiquette en 2024

### Création de l'Alliance centriste et transformation en parti politique (2009)

Premier logotype de l'Alliance centriste (2009-2017).

L'association est conçue à sa création comme des « forums [qui] n’ont pas vocation à constituer un nouveau parti ».
Lors de son conseil d'administration du 31 janvier 2009, « la plupart des membres du conseil ont réaffirmé leur attente, leur impatience, de prendre part à la fondation d’un parti politique ».
La marque « Alliance centriste » a été déposée par deux membres centristes, Patrick Striby et Jean-Paul Léonardt, en rupture avec Jean Arthuis auprès de l'INPI le 23 juillet sous la référence 3666253, bien avant le dépôt des statuts auprès de la Préfecture de Police de Paris. Cette situation a pour conséquence d'exposer à une poursuite pour contrefaçon par les dépositaires de la marque les éventuels candidats soutenus par Jean Arthuis s'il se présente sous « Alliance centriste » aux régionales de mars 2010.
Selon Ouest-France (7 avril 2009), Jean Arthuis aurait l'intention de présenter des candidats aux prochaines élections cantonales, régionales et sénatoriales.
Dans un message adressé aux adhérents le 25 mai 2009, Jean Arthuis les a informés de son intention de proposer au conseil d'administration du 13 juin 2009, l'adoption d'une évolution du statut juridique de l'association vers celui d'un parti politique. Jean Arthuis préconise la constitution d'un parti politique confédéral qui adopterait une nouvelle dénomination et dont l'association deviendrait l'un des piliers. La confédération ainsi créée aurait vocation à intégrer d'autres mouvements politiques centristes tout en restant dans la majorité présidentielle. Le 27 juin 2009, l'association se transforme officiellement en parti. Trois noms ont été proposés aux adhérents : Union des centristes, les Centristes ou Alliance centriste, nom finalement retenu.
L'Alliance centriste est fondée en prolongement de l'association « Rassembler les centristes », lors de son congrès fondateur à Paris le 27 juin 2009 avec à sa tête Jean Arthuis.

### Élections régionales de 2010
L'Alliance centriste s'allie avec Debout la République de Nicolas Dupont-Aignan pour présenter une liste commune en Lorraine. En Alsace, après avoir eu l'intention de mener une liste Force centriste Alsace, elle participe à une liste menée par Patrick Striby (MoDem dissident). Enfin, dans la région des Pays de la Loire, où son implantation est la plus forte, elle rallie l'UMP et obtient quatre conseillers régionaux. À ces élections, les autres partis issus de l'UDF obtiendront plus d'élus : 11 pour le MoDem, 20 pour le Parti radical (encore mouvement associé à l'UMP) et 69 pour le Nouveau Centre.

### Élection présidentielle de 2012
Elle décline la proposition de rejoindre L'Alliance républicaine, écologiste et sociale en juillet 2011.
En mai 2012, l'Alliance centriste a appelé à voter pour François Bayrou au premier tour et Nicolas Sarkozy au second tour.

### Composante de l'UDI (2012-2017)
Parti cofondateur de l'UDI en 2012, l'Alliance centriste se rapprochera en son sein du Nouveau Centre d'Hervé Morin en 2014 avec lequel elle conclura un accord financier et dont elle soutiendra la candidature à la présidence de la confédération centriste.

#### Élections présidentielle 2017
Le 27 février 2016, au congrès de l'Alliance centriste à Paris, annonce d'une candidature issu de du parti, sans doute celle de son président Jean Arthuis à la primaire de la droite et du centre des 20 et 27 novembre 2016, pour l'élection présidentielle de 2017.
Le 3 septembre de la même année, le parti annonce finalement ne pas participer à la primaire des Républicains. Jean Arthuis soutient personnellement Emmanuel Macron peu après.
Ce soutien de Jean Arthuis à Emmanuel Macron n'est pas suivi par les autres dirigeants du parti, la majorité de ses parlementaires soutenant François Fillon, comme François Zocchetto et son président Philippe Folliot apportant son soutien à Nathalie Kosciusko-Morizet.

#### Départ de l'UDI
Après la mise en examen de François Fillon, l'AC adopte cependant en mars 2017 un texte soutenant la candidature d'Emmanuel Macron, se désolidarisant de la position de l'UDI, qui consistait à se retirer de la campagne du candidat LR sans rejoindre pour autant un autre candidat. L'UDI prononce donc l'exclusion du parti et invitera par la suite ses membres à adhérer directement à la confédération, s'ils souhaitent en rester membres. Une large majorité des parlementaires de l'AC feront ce choix et resteront membres de l'UDI.

### Parti «associé» de La République en marche
À la suite de l'élection présidentielle plusieurs membres de l'Alliance centriste sont investis aux élections législatives sous l'étiquette de La République en marche. Jean Arthuis s'oppose à cette occasion à l'investiture de certains candidats du MoDem sur des circonscriptions qu'il estimait devoir être réservées à l'AC « Je croyais que les investitures étaient délivrées par la commission nationale d'investiture [de LaREM]. En fait, c'est le MoDem. Humiliation ».
Philippe Folliot, candidat pour un quatrième mandat, ne sera pas investi, ne répondant pas aux critères exigés par la REM, mais ne se verra pas opposer d'adversaire investi officiellement dans sa circonscription. Seul député AC élu sous cette étiquette, il rejoint le groupe de La République en marche.
À l'occasion de ses vœux 2018, Jean Arthuis confirme les liens étroits qui unissent l'AC à la REM.

#### Réélection de Philippe Folliot
En juillet 2018, Philippe Folliot est réélu président de l'Alliance centriste par le congrès du parti. Jean Arthuis, se prévalant du soutien des sénateurs membres du parti, conteste ce résultat et finit par quitter le parti en septembre 2018 (cf. infra).
En septembre 2018, Philippe Folliot se présente au vote interne au sein du groupe LREM pour désigner son candidat à l’élection du nouveau président de l'Assemblée nationale. Il obtient 4 voix sur 312 exprimées (en 2017, il avait recueilli 34 voix au même scrutin). Quatre députés LREM rejoignent à cette même période l'AC, pendant que ses deux sénateurs, Philippe Bonnecarrère et Michel Canévet, soutiens de Jean Arthuis, la quittent (cf. infra).

##### Départ de Jean Arthuis
En septembre 2018, Jean Arthuis annonce qu'il quitte l'Alliance centriste « J’estime que [Philippe] Folliot a détourné le parti de son objet et en a fait une caricature ». Il explique sa démission par l'impossibilité de convoquer un nouveau congrès en octobre 2018 alors qu'il conteste les modalités d'organisation du précédent (juillet 2018) qui a vu la réélection de Philippe Folliot comme président par « 48 personnes présentes ». Jean Arthuis s'était opposé à cette réélection, estimant « que le président de l'Alliance centriste, depuis septembre 2016, n’a rien fait ».

##### Renouveau de l'Alliance Centriste
Entre 2020 et 2022, l'Alliance Centriste vit une période de profonde refondation. Aux élections législatives de juin 2022, et dans le cadre d'un accord avec l'Union des Centristes et des Ecologistes et le Parti Radical, elle présente 82 candidats sur l'ensemble du territoire national. Obtenant plus de 1% dans 57 circonscriptions, elle devient ainsi, pour la première fois de son histoire, éligible au financement public de la vie politique. Elle voit aussi la réélection de deux de ses députés, Jean-François Portarrieu, député de Haute-Garonne, et Jean-Charles Larsonneur, député du Finistère.
Le 28 octobre 2023, Philippe Folliot et le comité exécutif de l'Alliance Centriste sont reconduits à l'unanimité dans leurs fonctions lors du Congrès national du parti se déroulant à Paris.

## Identité visuelle

Premier logotype de l'Alliance centriste de 2009 à 2012.
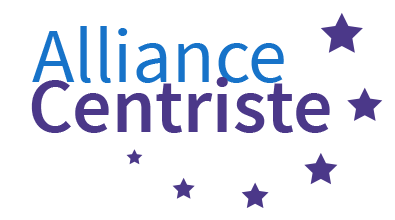
Logotype de l'Alliance centriste lors de son adhésion à l'UDI de 2012 à 2017.
Logo de l'Alliance centriste depuis son affiliation à La République en marche.

## Organisation
Sur proposition du président de l'Alliance centriste et à la suite de son élection pour deux ans à l'occasion du congrès, la composition du bureau exécutif est validée par le comité exécutif de l'Alliance centriste qui suit le congrès.
Le bureau national est composé du président, du secrétaire général, de quatre vice-présidents dont le président de la fédération jeunes, des secrétaires nationaux, et du trésorier.
Composition du bureau exécutif (novembre 2023) :
- Président : Philippe Folliot
- Délégué général : Olivier Damaisin
- Trésorier : Luc Alonso

et des parlementaires de l'Alliance centriste.

## Résultats électoraux

### Élections législatives
| Année | 1er tour | 1er tour | Rang | Sièges  | Gouvernement               |
| Année | Voix     | %        | Rang | Sièges  | Gouvernement               |
| ----- | -------- | -------- | ---- | ------- | -------------------------- |
| 2022a | 52 934   | 0,23     |      | 1 / 577 | Soutien sans participation |
| 2024b | 36 816   | 0,11     | 33e  | 0 / 577 | Extra-parlementaire        |

a Au sein de la coalition Les écologistes avec la majorité présidentielle.

b Au sein de la coalition Le Centre.

## Parlementaires
| Chambres du Parlement | Parlementaires membres de l'Alliance centriste,                                                        | Sièges  |
| --------------------- | --- | ------- |
| Sénat                 | Marie-Lise Housseau (Tarn), Michel Canévet (Finistère), Philippe Folliot (Tarn), Alain Duffourg (Gers) | 4 / 348 |
| Assemblée nationale   | Philippe Bonnecarrère (Tarn)                                                                           | 1 / 577 |
| Total                 | Total                                                                                                  | 5 / 925 |

## Génération centriste

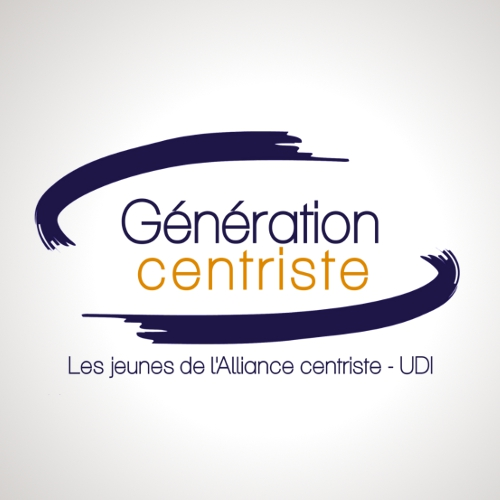
Logo de Génération centriste.

Génération centriste est la structure jeune de l’Alliance centriste. Elle regroupe ses adhérents de moins de 30 ans.
En septembre 2012, Génération centriste participe à la mise en place de la fédération jeune de l’UDI.
Génération centriste est née de l'initiative de son ancien président, Frédéric Moisy Nguyen, membre fondateur de l'UDI.